# Johanna Mestorf
Johanna Mestorf, née le 17 avril 1828 à Bad Bramstedt (Duché de Holstein) et morte le 20 juillet 1909 à Kiel, est une archéologue et préhistorienne prussienne.
Spécialiste de la préhistoire du Schleswig-Holstein, elle est la première femme directrice de musée dans le royaume de Prusse et est généralement considérée comme la première femme professeure en Allemagne.

## Jeunesse
Johanna Mestorf est la plus jeune des quatre enfants du couple que forment le médecin et antiquaire Jacob Heinrich Mestorf et son épouse Sophia Katharina Georgine Körner. Quand il meurt en 1837, elle déménage avec sa mère à Itzehoe, où elle va à la l'école supérieure pour filles Blöcker. En 1849, elle va en Suède, gouvernante de la famille du Comte Piper dans le château d'Ängsö, et étudie les langues scandinaves. En 1853, elle retourne en Allemagne, et voyage les années suivantes en France et en Italie à plusieurs reprises, accompagnant une comtesse italienne, qui était liée à la famille du comte Piper. 
En 1859, elle vit avec son frère Harro à Hambourg, où elle accepte en 1867 un poste de secrétaire pour les correspondances étrangères. Tout en travaillant, elle se forme et devient archéologue de manière autodidacte.

## Premières contributions
À partir de 1863, Johanna Mestorf traduit d'importants travaux archéologiques scandinaves en allemand. Ces traductions ont un impact significatif sur le développement de ce domaine en Allemagne, en particulier dans l'établissement du découpage par âges préhistoriques, et pour l'étude typologique des artéfacts.
Elle commence, dans les années 1860, à écrire de la littérature, des articles et des essais d'ethnographie et d'archéologie, et à donner des conférences sur la mythologie nordique. Elle assiste en 1869 au congrès anthropologique de Copenhague, et représente la cité-état de Hambourg à ceux de Bologne en 1871, de Stockholm (1874) et de Budapest (1876). Elle écrit de fait des rapports sur chacun de ces congrès.

## Muséologie
En 1868, on lui octroie un poste honorifique au musée de Kiel. en 1873, Ce dernier est fusionné avec le Musée des Antiquités de la Patrie (Museum vaterländischer Alterthümer), précurseur du Musée Archéologique d'État du Schleswig-Holstein au château de Gottorf et de l'Institut de préhistoire et d'histoire ancienne de l'université Christian-Albrecht de Kiel. En 1891, elle succède à son directeur, devenant la première femme directrice d'un musée en Allemagne. Elle est également responsable des collections du musée de la préhistoire et de l'histoire ancienne, qui débutent avec un don provenant de la collection de son père. Elle prend sa retraite le 1er avril 1909.
Mestorf était l'une des femmes qui se sont vu refuser l'autorisation d'assister à des conférences sur Goethe à l'université de Kiel, sur décision du professeur, en 1884 et 1885. Dans son domaine, elle était très respectée, et Rudolf Virchow la considérait par exemple comme une aide indispensable pour monter l'exposition anthropologique à Berlin en 1880. Il persuade le Ministère de la Culture de lui accorder un congé afin qu'elle puisse être présente pour l'assister.

## Travaux
Ses recherches sont centrées sur la préhistoire dans le Schleswig-Holstein. Elle a inventé les termes Culture de la tombe unique (Einzelgrabkultur) pour le Nord de l’Allemagne, et, pour le Sud de la région scandinave, soumise à la culture de la céramique cordée,,, le terme Prachtmantel pour caractériser les motifs rectangulaires des vêtements germaniques, semblable à la saie romaine,. Elle est aussi à l'origine des fondements de l'étude des hommes des tourbières (Moorleiche) pour les corps humains trouvés dans les tourbières européennes,. Elle catalogue les découvertes préhistoriques du Schleswig-Holstein et participe à la sensibilisation du public sur l'importance de les préserver. Elle est responsable du site archéologique du Danevirke et de nombreux autres sites archéologiques ayant été à l'époque l'objet d'enquêtes et dès lors préservés. Elle a également contribué à la documentation et la préservation des bijoux traditionnels en argent des familles d'agriculteurs du Holstein, et a fait don d'une collection au Musée Thaulow.

## Honneurs et récompenses
En plus de son doctorat honorifique et de sa place de professeure, Johanna Mestorf a été élue membre d'honneur ou correspondante de 19 sociétés savantes, dont la Société berlinoise d'anthropologie, d'ethnologie et de préhistoire (1891), la Société d'anthropologie de Munich, l'Association suédoise pour la Préhistoire, l'Association finlandaise pour la Préhistoire et la Société anthropologique de Vienne.
En 1899, en l'honneur de son 71e anniversaire, et en reconnaissance de son érudition, le Ministère de la Culture de Prusse lui donne le titre de professeur émérite,. Elle est généralement considérée comme la première femme à recevoir ce titre en Allemagne,,,. Toutefois, selon l'université de Kiel, la première était « une naturaliste originaire de la Baltique ».
Le 17 avril, à son 81e anniversaire, elle reçoit un doctorat honorifique en médecine de l'université. Elle n’obtient pas le même honneur par la Faculté de philosophie en 1899, à la suite d'un désaccord.
Elle a reçu, au cours de sa carrière, les décorations suivantes :
- Petite médaille d'or pour l'art et de la science (1904)[23]
- l'Ordre d'argent des femmes ayant effectué un service
- Médaille d'or suédoise de la Femme, d'Oscar Ier

À sa retraite, elle reçoit une photo signée personnellement par l'empereur Guillaume II, parce qu'aucune autre forme de reconnaissance n'était possible pour une femme dans l'Empire.

## Postérité
Peu de temps avant sa mort, Johanna Mestorf fait don de 500 Reichsmark, offrant de manière annuelle à Bramstedt, le jour de l'anniversaire de sa mère, le 24 juin, une ration de soupe de bœuf à douze femmes pauvres.
Une rue du campus de l'université de Kiel porte son nom, de même qu'une salle de conférence. Elle est enterrée dans le caveau familial dans un cimetière de Hambourg. Le musée archéologique Schleswig a payé pour l'entretien de la tombe, et la stèle se trouve depuis dans la salle de lecture de la bibliothèque du musée.

## Publications
- Wiebeke Kruse, eine holsteinische Bauerntochter. Ein Blatt aus der Zeit Christians IV. Hamburg: Meissner, 1866. (historical novelisation)
- Der archäologische Congress in Bologna. Aufzeichnungen, Hamburg: Meissner, 1871.
- Der internationale archäologische und anthropologische Congress in Stockholm am 7. bis 16. August 1874 – siebente Versammlung, Hamburg: Meissner, 1874.
- Der internationale Anthropologen- und Archäologen-Congress in Budapest vom 4. bis 11. September 1876 – achte Versammlung, Hamburg: Meissner, 1876.
- Die vaterländischen Alterthümer Schleswig-Holsteins. Ansprache an unsere Landsleute, H,mburg: Meißner, 1877.
- Vorgeschichtliche Alterthümer aus Schleswig-Holstein. Zum Gedächtnis des fünfzigjährigen Bestehens des Museums vaterländischer Alterthümer in Kiel. Hamburg: Meissner, 1885.
- Katalog der im germanischen Museum befindlichen vorgeschichtlichen Denkmäler. Rosenberg'sche Sammlung. Nuremberg: Germanisches Museum, 1886.
- Urnenfriedhöfe in Schleswig-Holstein. Hamburg: Meissner, 1886.
- Aus dem Steinalter. Gräber ohne Steinkammer unter Bodenniveau, Mitteilungen des Anthropologischen Vereins in Schleswig-Holstein 1892, p. 9–24.
- Moorleichen, In Bericht des Museums Vaterländischer Alterthümer bei der Universität Kiel, 42 (1900)
- avec Karl Albert Weber, Wohnstätten der älteren neolithischen Periode in der Kieler Föhrde. Kiel: Lipsius & Tischer, 1904.
- Führer durch das Schleswig-Holsteinische Museum Vaterländischer Altertümer in Kiel. Kiel: Dr von Schmidt & Klaunig, 1909.